# The Rising (chanson)
Singles de Bruce Springsteen
Sad Eyes
(1999) Lonesome Day
(2002)
The Rising est une chanson de l'auteur-compositeur-interprète américain Bruce Springsteen, la chanson-titre de son douzième album studio The Rising sorti le 30 juin 2002.
Publiée en single (sous le label Columbia Records) en juillet 2002, elle a atteint la 52e place du Hot 100 du magazine musical américain Billboard, passant en tout 11 semaines dans le chart.

## Composition
La chanson a été écrite par Bruce Springsteen. L'enregistrement a été produit par  Brendan O'Brien.

## Sujet
La chanson revient sur les attentats du 11 septembre 2001. Elle est chantée du point de vue d'un pompier qui entre dans l'une des tours jumelles.

## Accolades
En 2011, Rolling Stone a classé cette chanson, dans la version originale de Bruce Springsteen, 497e sur sa liste des « 500 plus grandes chansons de tous les temps ».